# المكتبة المتنقلة (رواية)
المكتبة المتنقلة (بالانجليزي: Parnassus on Wheels) روايةٌ صدرت عام ١٩١٧ بقلم كريستوفر مورلي، ونشرتها دار دوبلداي، بيج آند كومباني. يشير عنوانها إلى جبل بارناسوس في الأساطير اليونانية، موطن آلهة الإلهام.
ترجمتها إلى العربية عن الإنجليزية المترجمة إيناس التركي ونشرتها دار الكرمة عام 2024.

## عن الرواية
هي أولى روايات مورلي، وتدور أحداثها حول متجر كتب متنقل خيالي. يبيع روجر ميفلين، مالك المتجر الأصلي، مكتبته إلى هيلين ماكجيل، البالغة من العمر 39 عامًا، والتي سئمت من رعاية شقيقها الأكبر أندرو. أندرو رجل أعمال سابق تحول إلى مزارع ثم إلى كاتب. ككاتب، بدأ يستخدم المزرعة كمصدر إلهام له بدلًا من مصدر رزق. عندما ظهر ميفلين بمكتبته المتنقلة، اشترتها هيلين لمنع أندرو من شرائها ولتدليل نفسها بمغامرة خاصة بها طال انتظارها. كانت رواية المكتبة المتنقلة، وهي الأولى من روايتين كتبتا من وجهة نظر امرأة، كما أنها مقدمة لرواية لاحقة للكاتب (المكتبة المسكونة).
عربة المكتبة المتنقلة، التي يجرها حصان يُدعى بيغاسوس، يُعلن عنها صاحبها ميفلين ببطاقة مطبوعة مكتوبا عليها:

مكتبة روجر ميفلين المتنقلة

تحمل عربتي، يا أصدقائي الأفاضل،

كتبًا عديدة، قديمة وجديدة؛

الكتب، أصدق أصدقاء الإنسان،

تملأ في هذه العربة كل مكان.

كتب تفي بجميع الغايات،

كلمات ذهبية من إلهام الربات.

كتبٌ عن الطهي والمعلومات الزراعية،

ورواياتٌ ساحرة وعاطفية.

كل الأنواع لكل الاحتياجات

حتى يقرأ من يقتني المشتريات.

أيُّ أمين مكتبةٍ يتفوق علينا؟

مكتبة ميفلين المتنقلة

بقلم ر. ميفلين، المالك.

مطبعة ستار جوب، سيليريفيل، فيرجينيا.

## اقتباسات[1]
- أيها الإخوة، دعونا نسر في الطريق بقلب خفيف. دعونا نمتدح أوراق الشجر النحاسية، والأمواج الهادرة، بينما لا تزال لدينا أعين لنرى، وآذان لنسمع. إن الدهشة الصادقة من جمال العالم الذي لا يوصف هي موقف لائق للباحث لنكن جميعًا باحثين، تحت أعين الطبيعة (الأم).

- هناك ثلاثة عناصر في الحياة الجيدة: التعلم، والكسب، والشوق. يتعين على المرء التعلم بينما هو يمضي في طريقه، ويجب عليه كسب اللقمة لنفسه وللآخرين كما يجب عليه أيضًا الشعور بالشوق: الشوق إلى معرفة المجهول.

- أعتقد أن قراءة كتاب جيد تضفي التواضع على المرء. عندما ترى الفهم البديع للطبيعة البشرية الذي يظهره كتاب رائع حقا، فمن المؤكد أن ذلك سيجعلك تشعر بالضآلة، مثل تأمل مجموعة نجوم الدب الأكبر في ليلة صافية، أو رؤية شروق الشمس شتاءً عندما تخرج لجمع البيض في الصباح. وأي شيء يجعلك تشعر بالضآلة مفيد جدا لك.